# Збірна Закарпаття з футболу
Збірна Закарпаття з футболу (угор. Kárpátalja) — футбольна команда угорської національної меншини Закарпаття, не визнана асоціаціями ФІФА та УЄФА. Є членом конфедерації футбольних асоціацій невизнаних держав і територій КОНІФА.

## Історія
Команда брала участь у змаганнях під егідою конфедерації КОНІФА на так званих чемпіонатах Європи—2017 та світу—2018. У 2018 році в Лондоні, Велика Британія, команда виграла альтернативний чемпіонат світу з футболу та стала чемпіоном світу серед команд невизнаних країн і територій за версією КОНІФА.
У відповідь на участь у чемпіонаті та виступи за так звану «збірну Закарпаття з футболу» контрольно-дисциплінарний комітет ФФУ довічно дискваліфікував українських футболістів-гравців команди. Раніше СБУ заборонила в'їзд на територію України організаторам і членам команди, серед яких переважно громадяни Угорщини.

## Відомі футболісти
- Роберт Молнар
- Іштван Шандор
- Дьордь Шандор
- Золтан Бакша
- Юрій Тома
- Шандор Вайда
- Рональд Такач
- Олександр Розман
- Жолт Гайдош.